# Selenicereus grandiflorus
A Selenicereus grandiflorus egy rendkívül alakgazdag és változékony epifita kaktusz, széles körben elterjedt és termesztett dísz- és gyógynövény, az első leírt kaktuszfajok egyike (Cactus grandiflorus L.). Spanyol neve (reina de la noche) után minden nyelvben elterjedt az éjkirálynő-kaktusz elnevezése.

## Elterjedése és élőhelye
Vadon Kelet-Mexikó, Jamaica és Kuba száraz erdeiben fordul elő, azonban hosszú ideje termesztik és gyógynövényként használják. Vadon sziklákra kúszva él, 700 m tszf. magasságig.

## Jellemzői
Kúszó hajtású, zöld vagy kékeszöld epidermiszű növény, a szárai legfeljebb 25 mm átmérőjűek, (6-) 7-8 bordája van, melyek alacsonyak. Areolái fiatalon kicsik, 10–15 mm távolságban fejlődnek, kezdetben csak szőr fejlődik rajtuk. Tövisei hegyesek, 7-11 darab fejlődik areolánként, 4–10 mm hosszúak, sárgásak. Virágai 180–300 mm hosszúak, illatosak. A pericarpium és a tölcsér is töviseket hordoz. A külső szirmok hosszúak és keskenyek, lazacszínűek, a belsők fehérek és levágott hegyűek. Termése 80 mm átmérőjű tojásdad, vörös vagy sárga bogyó, barna szőrök és sárga tövisek borítják. Extrém variabilitással rendelkező taxon, különösen Jamaicán, ugyanazon a növényen fejlődnek hengeres szárú és bütykösen hullámos bordájú hajtások.

## Története és rokonsági viszonyai
A faj hosszú ideje kultivált, elkülönülése a többi Selenicereus fajtól máig viták tárgyát képezi. Ez volt az első Selenicereus faj, melyet termesztésbe vontak. Linné 1753-ban írta le, azonban már hosszú ideje ismert volt, a Hortus Kewensis szerint már 1700 előtt is termesztették a Royal Gardens-ban Hampton Court-ban. Linné számára is ez a klón jelentette a holotípust.
A Selenicereus grandiflorus subsp. grandiflorus (L) B & R alfajba vonták össze a korábban különállónak tekintett Selenicereus coniflorus, hallensis és urbanianus fajokat is. Alfajaival és a Selenicereus pteranthus fajjal bonyolult komplexet képez.
Ralf Bauer szerint négy alfaját lehet elkülöníteni, melyeket korábban önálló fajokként különítettek el:
- Selenicereus grandiflorus subsp. donkelaarii (S-D.) Bauer in CSI 17:46' (2003)
- Selenicereus grandiflorus subsp. grandiflorus (L) B & R [alapfaj]
- Selenicereus grandiflorus subsp. hondurensis (K. Sch.) Bauer in CSI 17:45' (2003)
- Selenicereus grandiflorus subsp. lautneri Bauer in CSI 17:45' (2003)

## Galéria

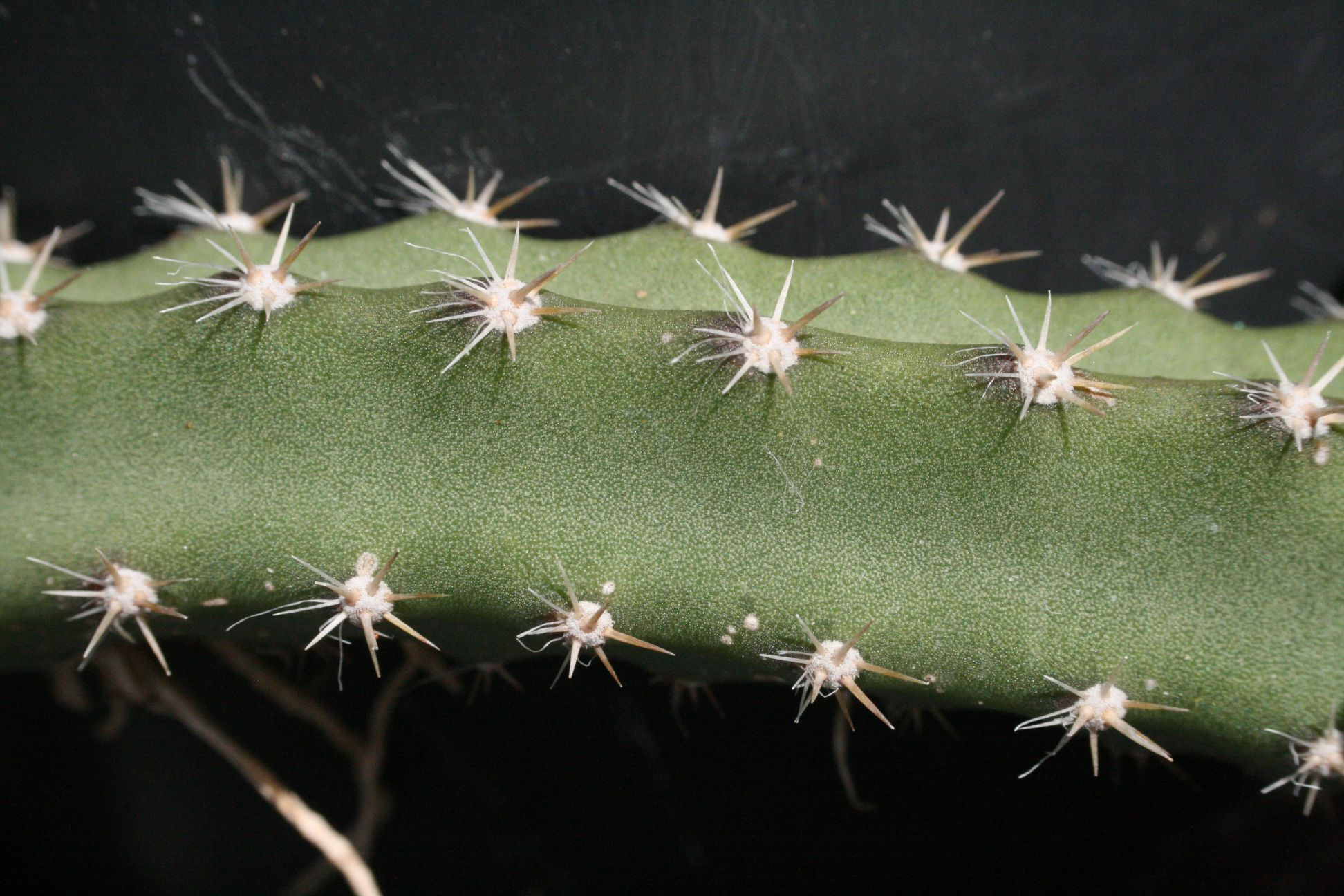
Selenicereus grandiflorus ssp. grandiflorus hajtása
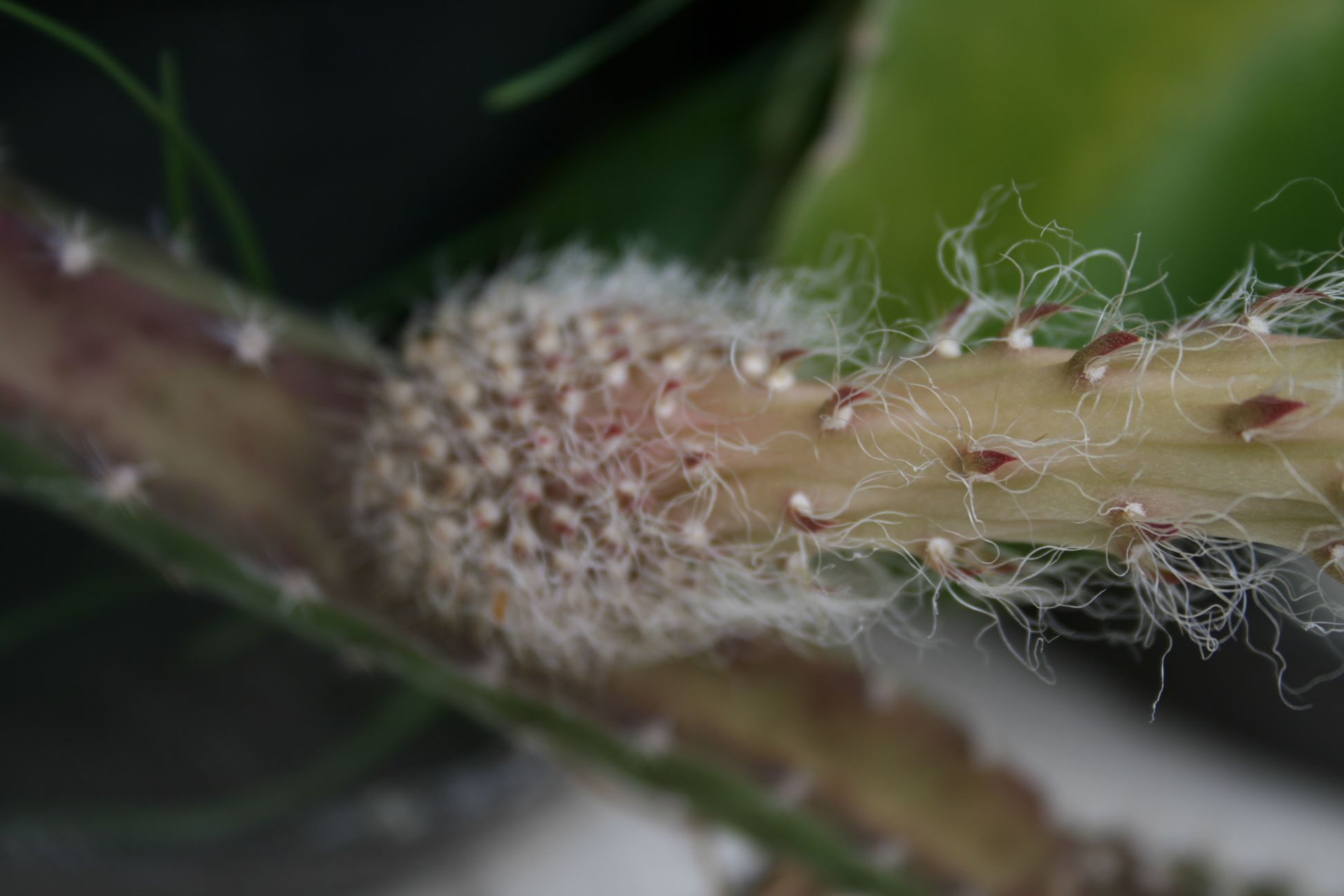
Selenicereus grandiflorus pericarpiuma
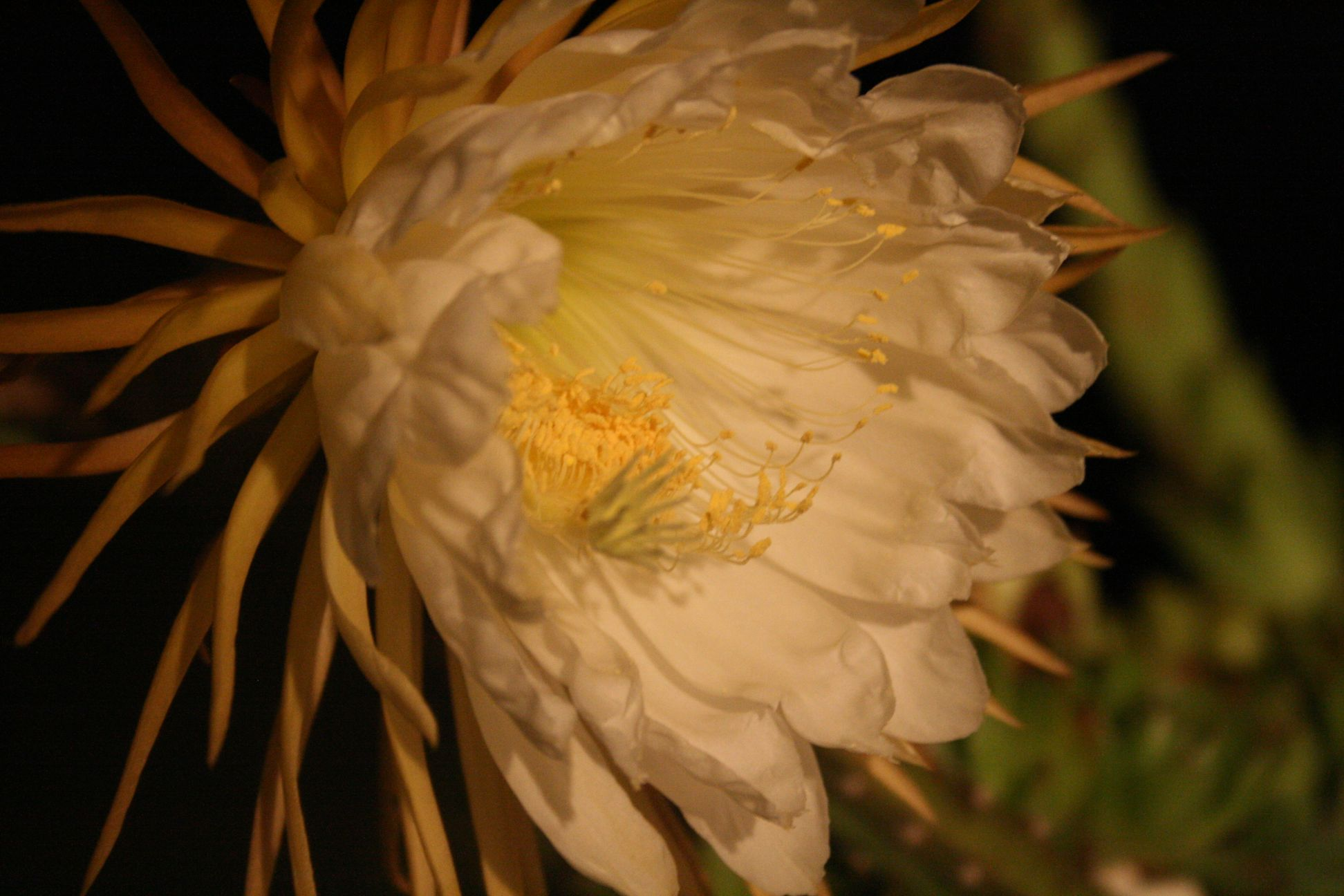
Selenicereus grandiflorus virága
- A Selenicereus grandiflorus virágzása